# Wong Fu Tong
Wong Fu Tong (født 1948 i Guangdong, Kina) er en kinesisk/amerikansk komponist, violinist, lærer og forfatter.
Fu Tong studerede violin og komposition på Guangzhou Musikkonservatorium. Efter at havde ophold sig en del år i en kulturel lejr under Kulturrevolutionen i Kina, flyttede han til USA, hvor han studerede komposition på Kent State University i Ohio og senere i New York. Ved siden af sin kompositionsvirksomhed, har han undervist i komposition på det Nationale Institut for Kunst i Taiwan. Fu Tong har skrevet en symfoni, som hører til de vigtige værker i kinesisk klassisk musik, orkesterværker, kammermusik, en opera, instrumentalværker for mange instrumenter, vokalmusik etc. Fu Tong har forfattet flere bøger om musik og musikteori.

## Udvalgte værker
- Symfoni "Helten med store ørn" (1976-1988) - for stort orkester
- "Xi Shi" (?) - opera